# Projecte GNOME
The GNOME Project és una comunitat darrere de l'entorn d'escriptori GNOME i de la plataforma de programari en la qual està basada. És formada per tots els desenvolupadors de programari, artistes, escriptors, traductors, altres contribuents, i usuaris actius de Gnome. Ja no forma part de GNU Project.

## Fundació Gnome
A l'agost del 2000, la fundació Gnome va arribar a un acord per desenvolupar tasques administratives i contactar amb empreses interessades en desenvolupar programari Gnome. Tot i no estar implicada directament en decisions tècniques, la Fundació coordina les publicacions i decideix quins projectes formaran part del projecte. Qualsevol persona que hagi fet una contribució no trivial se'n pot fer membre. Membres de la Fundació elegeixen el consell d'administració cada novembre. Els candidats per formar part del consell han de ser membres de la Fundació.

## Programes i esdeveniments
Fa diversos esdeveniments i programes comunitaris, normalment dirigit a usuaris locals i desenvolupadors. La reunió principal de col·laboradors és la Gnome Users And Developers European Conference (GUADEC), una conferència anual on habitualment es discuteix el desenvolupament i progrés. La idea dels esdeveniments GUADEC és atribuïda a la trobada de desenvolupadors i usuaris a París el 1998. També existeix una conferència anual asiàtica. També ha participat a Desktop Summit, que és una conferència conjunta organitzada per les comunitats Gnome i KDE que van celebrar-se a Europa el 2009 i 2011.
Entre els projectes dels programes comunitaris hi ha Outreachy, establert amb els objectius de incrementar la participació de les dones i millorar els recursos disponibles a tots els nouvinguts que s'hi impliquen.

## Col·laboració amb altres projectes
El projecte col·labora activament amb altres projectes de programari lliure. Col·laboracions anteriors eren organitzades habitualment projecte a projecte. Per fer la col·laboració més ample, es va fundar el projecte freedesktop.org.

## Objectius
El projecte es centra en:
- Independència— la direcció és elegida democràticament i les decisions tècniques són preses pels enginyers que fan la feina.
- Llibertat— la infraestructura en desenvolupament i els canals de comunicació són públics, el codi pot ser descarregat lliurement, modificat i compartit i tots els col·laboradors tenen els mateixos drets.
- Connectat— la feina abasta completament el programari lliure.
- Gent— èmfasis en l'accessibilitat i l'internacionalització.[11] GNOME és disponible en un centenar de llengües.[12]